# Historia de Antofagasta

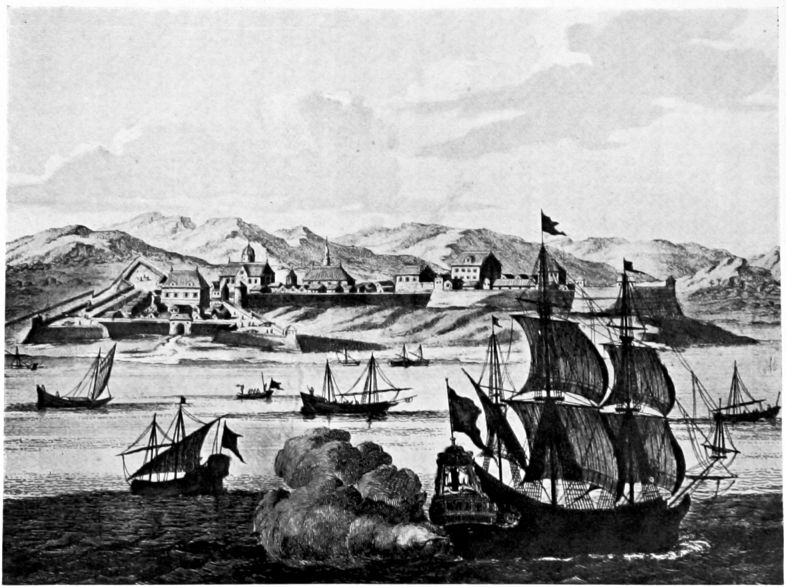
Los Galeones de Manila, eran comunes de ver en el paso marítimo de Atacama durante el Virreinato del Perú.

Según registros arqueológicos, la ciudad chilena Antofagasta fue habitada en primera instancia por los changos, recolectores marinos. De ellos posiblemente proviene el nombre de la ciudad, aunque en la actualidad se manejan una serie de teorías para explicar el origen del topónimo Antofagasta. Aún no se logra un consenso claro respecto al verdadero origen de la palabra.
La teoría relaciona al topónimo con el vocablo chango "Antofagasti" (que significa Puerta del Sol), forma en que los changos llamaban al actual monumento natural La Portada. También, probablemente sea una palabra compuesta que proviene del diaguita o kakán meridional "anto" (o hattun, que significa grande), "faya" (o haya, que significa salar) y "gasta" (que significa pueblo), siendo un topónimo que significa "Pueblo del Salar Grande". Según otra teoría, puede ser una palabra compuesta que proviene del aimara "anta" (que significa cobre) y "phaqhay" (que significa esconder), siendo un topónimo que significa "Escondrijo de Cobre"Escondrije de cobre"

## Época del Imperio Español
A fines del siglo XVII, Francisco de Cisternas y de la Fuente Villalobos, uno de los más acaudalados terratenientes del norte de la Capitanía General de Chile o Reino de Chile, obtuvo por merced de tierras del 4 de julio de 1674 la encomienda de Paposo. A partir de entonces, la rada fue conocida como Hacienda de Paposo, debido a que el encomendero, aprovechando los pastos naturales del lugar, la dedicó a la crianza de ganado. El asentamiento comenzó a ser denominado Nuestra Señora del Paposo, al parecer, desde 1679.
Durante la época del Imperio español, el despoblado de Atacama aparece como parte del corregimiento de Copiapó de la Capitanía General de Chile.
El 6 de septiembre de 1777 se emite una Real Orden referida al cobro relacionada al almojarifazgo y alcabalas en Chile el cual hace mención del despoblado de Atacama y los pueblos circundantes como parte de la jurisdicción chilena:
Asimismo en el mapa levantado por la Armada española en 1792 se incluye dentro del Reino de Chile desde el paralelo 22° al sur, en otras palabras, desde la zona del río Loa. En el mapa de 1793 elaborado por Andrés Baleato, director de la Escuela Náutica de Lima, por orden del virrey Francisco Gil de Taboada y Lemus, Chile tiene como frontera norte el grado 21° y medio, en específico la desembocadura del río Loa, haciendo mención explícita que la zona estaba despoblada y recién habían poblados desde el paralelo 24°.
Hipólito Unanue publica sobre el Virreinato de Perú en 1793 lo siguiente: 

La ensenada de Túmbez lo separa por el norte del Nuevo Reino de Granada y el río Loa por el sur del desierto de Atacama y reino de Chile
Guía política, eclesiástica y militar del virreinato del Perú de 1793

En la memoria del Francisco Gil de Taboada que le dio a su sucesor Ambrosio O'Higgins en 1795 se describe el límite entre el Perú y Chile el río Loa.
Durante la época del gobernador Ambrosio O'Higgins (1788-1796), por orden de sus autoridades locales, se apostaron en Paposo a fin de desbaratar eventuales desembarcos de corsarios ingleses que rondaban el litoral del desierto de Atacama.
Según anota Claudio Gay, el 28 de julio de 1797, el gobernador del Reino de Chile, Gabriel de Avilés y del Fierro, autorizó la suma de quinientos pesos de la época para la construcción de una capilla en Paposo. No contento con eso, autorizó al presbítero santiaguino, Rafael Andreu Guerrero, a trasladarse a la zona como Teniente de Cura y se colocase a las órdenes del cura propietario de Copiapó, en el corregimiento chileno de Atacama. En 1853, el explorador Rodulfo Philippi hacía mención de dicha capilla.

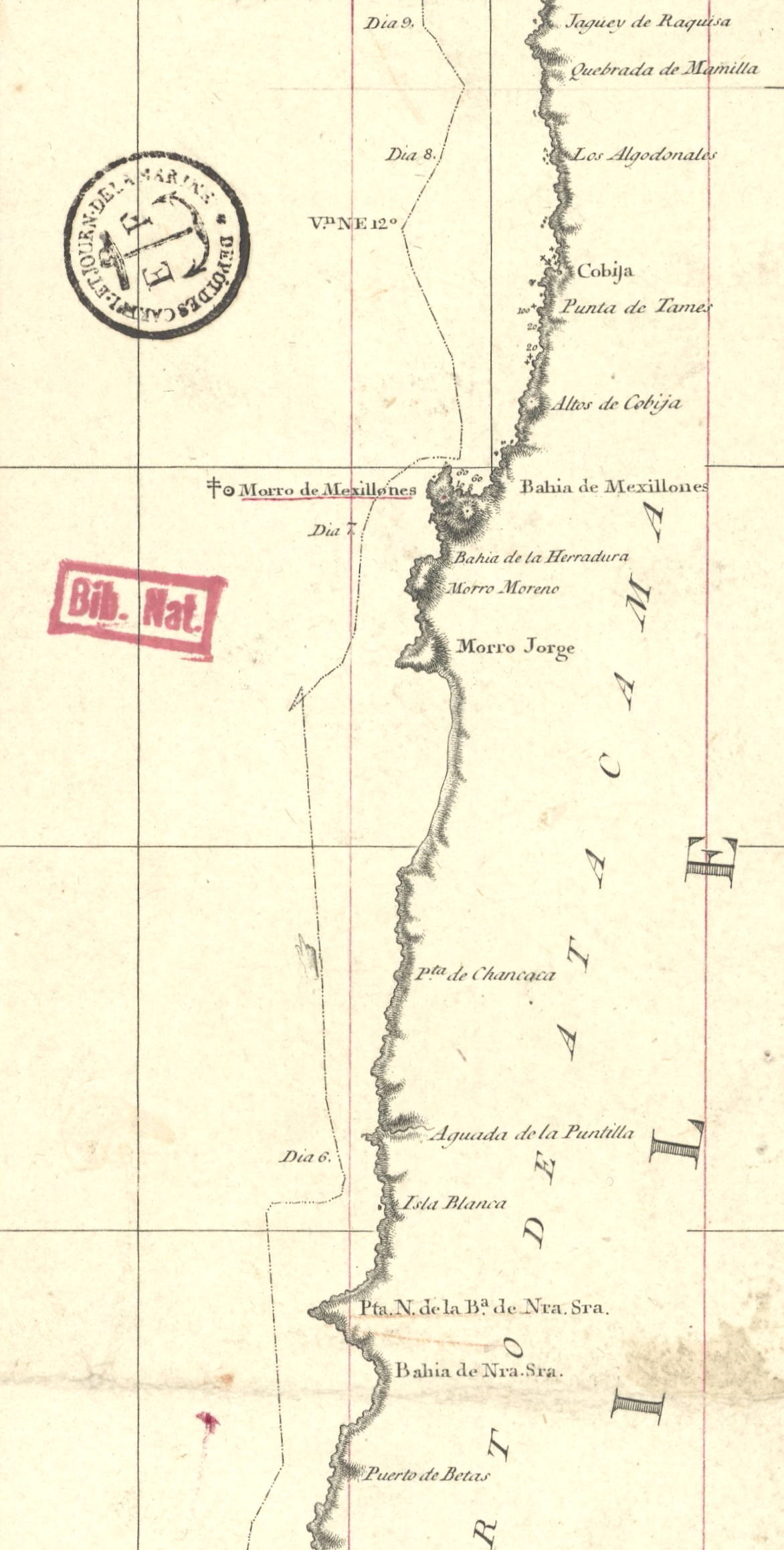
El desierto de Atacama en la Carta esférica de las costas del Reyno de Chile de 1799.

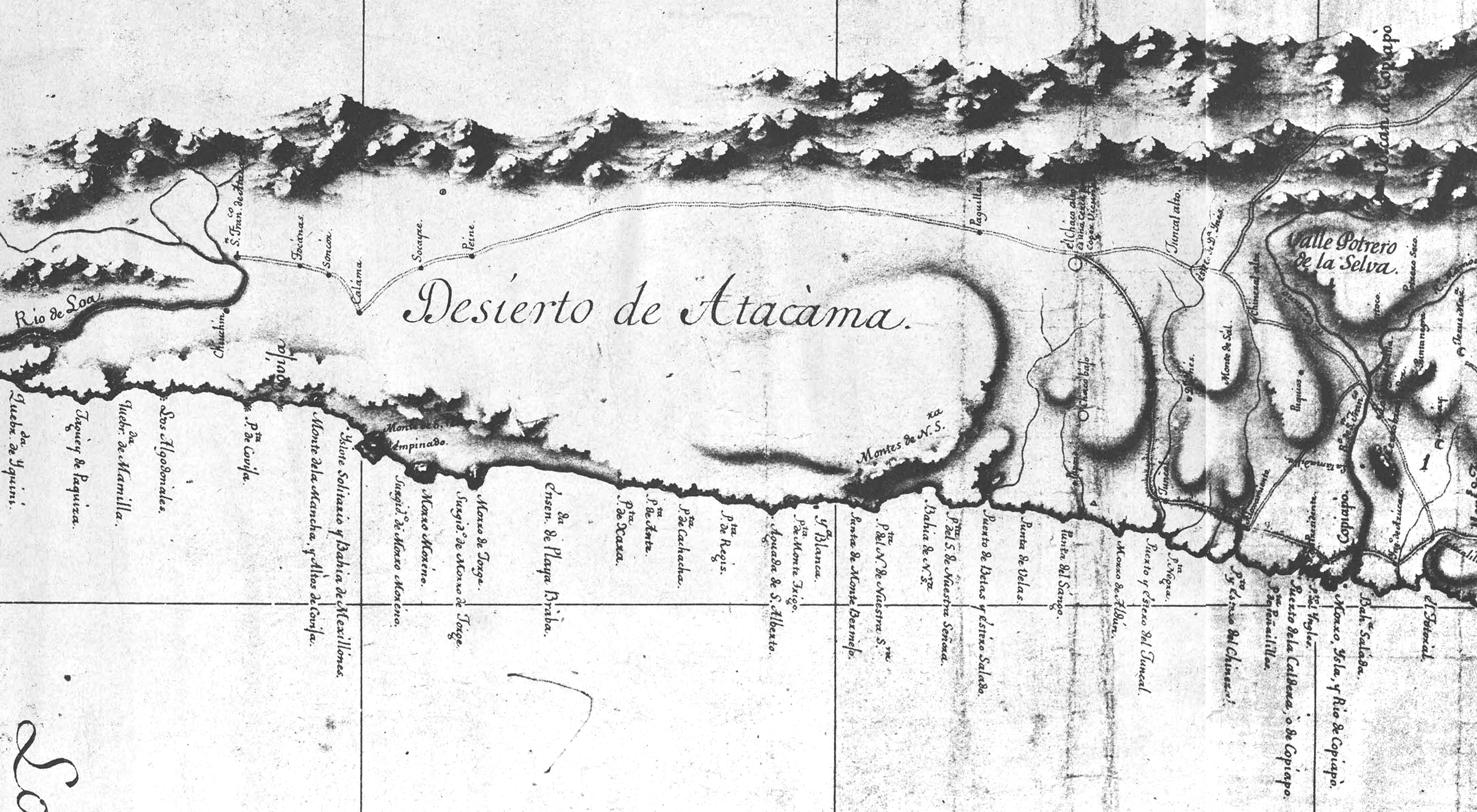
Mapa de Andrés Baleato, de 1793 mostrando el límite entre Chile y Perú en el río Loa.

La actual Antofagasta era llamada "La Chimba" en la época hispánica y dependía del Corregimiento de Copiapó.

## Disputa por Antofagasta entre las repúblicas

Disputa de Atacama entre Bolivia y Chile (1825-1879).

Al producirse la independencia de Chile, la zona de la rada de Paposo se encontraba dentro de la región septentrional del Reino de Chile, teniendo como límite norte el río Loa. Esto estaba definido, antes que por el paralelo establecido en la documentación colonial, por la interpretación de las autoridades locales, tanto de Santiago como de Copiapó.
El presidente de Chile, Manuel Bulnes, envió expertos a reconocer la costa atacameña. De esto dio cuenta al Congreso en un mensaje dirigido el 13 de julio de 1842, en que informaba que juzgó:

necesario mandar una comisión exploradora a examinar el litoral comprendido entre el puerto de Coquimbo y el morro de Mejillones con el fin de descubrir si en el territorio de la República existían algunas guaneras cuyo beneficio pudiera proporcionar un ramo nuevo de ingreso a la hacienda pública...
Manuel Bulnes

Como resultado de dicha investigación, se dictó la ley de 13 de octubre de 1842, que declaró de propiedad nacional las guaneras al sur de la bahía de Mejillones, y que dispuso que ningún barco podría cargar este producto sin permiso de las autoridades chilenas. Se facultaba además al Presidente de la República para gravar la exportación del guano con derechos de aduana.
En el gobierno de Andrés de Santa Cruz, en 1837, se creó el Departamento del Litoral, el cual se dividía en dos provincias: La Mar (con capital en Cobija) y Atacama (con capital en San Pedro de Atacama) y en 1868, Antofagasta sería la capital de la provincia de Mejillones.
La ciudad de Antofagasta, fue refundada por el gobierno boliviano en 1868 un 22 de octubre. Desde antes de su fundación era un puerto de desembarque y un lugar de refugio y descanso sobre la costa para los historiadores bolivianos. La fundación es algo que aún no ha sido establecido y aceptado oficialmente.

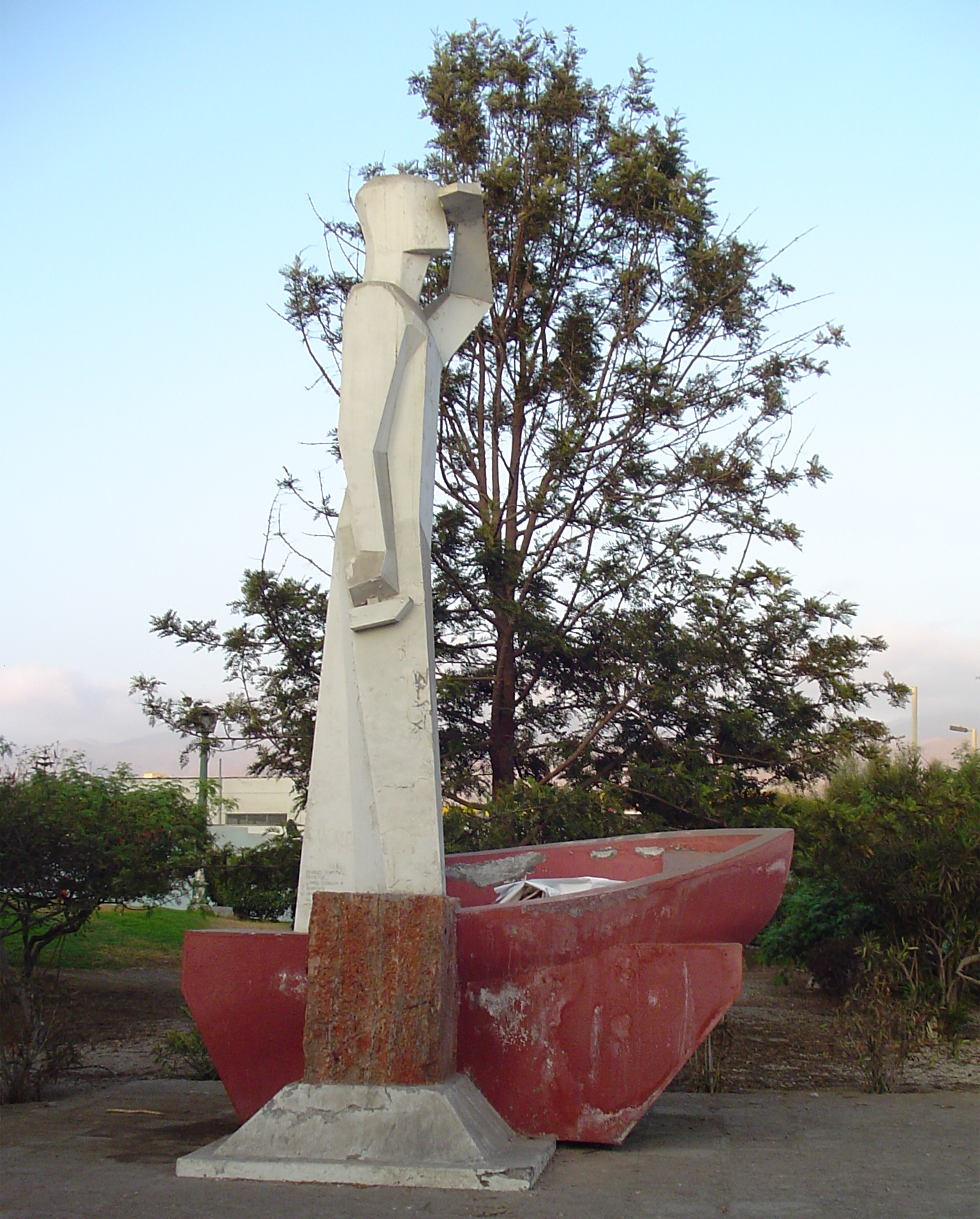
Monumento estatuario a Juan López.

Previamente al poblamiento del lugar, Juan López, quien es considerado en Chile el primer habitante de la ciudad, se instaló en el sector de Peña Blanca, hoy conocido como La Chimba, donde comenzó la extracción de minerales de manera precaria.

## Época de la República de Bolivia
Sobre el descubrimiento del salitre en Antofagasta y Tarapacá cuenta una leyenda que ocurrió cuando dos indígenas de la zona hicieron una fogata y empezó a arder la tierra que contenía caliche. Enterado el cura de Camiña, y llevando agua bendita, recoge unas muestras y reconoce que contenían Nitrato de Potasio. Otra parte de las muestras se encontraban en el patio de la casa del sacerdote y más tarde observa que las plantas se desarrollaban extraordinariamente.
El 10 de agosto de 1866 se firmó un Tratado de límites entre Bolivia y Chile, añadiendo además una acta adicional el 25 de agosto. En este documento se estableció como límite entre los dos países, el paralelo 24 de latitud sur. No obstante la división territorial estipulada, ambos gobiernos se comprometieron a repartir por mitad los productos provenientes de la explotación de los depósitos de guano descubiertos en Mejillones y de los demás depósitos del mismo abono por descubrir en el territorio comprendido entre los grados 23 y 25 de latitud meridional, así como también los derechos de exportación percibidos sobre los minerales extraídos en el mismo territorio ya mencionado.
El 18 de septiembre de 1866, José Santos Ossa y Francisco Puelma lograron la adjudicación legal de la concesión de terrenos salitrales, tras una solicitud enviada al gobierno boliviano. Tras una expedición liderada por José Santos Ossa, Alfredo Ossa y Hermenegildo (quien fue el guía), el cateador Juan Zuleta descubrió ricos depósitos de salitre (nitrato) en el sector de Salar del Carmen, al oriente de la actual Antofagasta. Tras el hallazgo, José Santos Ossa, Francisco Puelma y Manuel Antonio de Lama acordaron formar una Sociedad Exploradora del Desierto de Atacama.
El 19 de marzo de 1868 se constituyó la Compañía Melbourne Clark, tras la integración de intereses chilenos e ingleses. Posteriormente la compañía logró el 5 de septiembre de 1868, una ampliación de la concesión otorgada por el gobierno boliviano, esta vez por 15 años. Tras la conformación de la compañía, comenzó rápidamente a poblarse lo que se denominó La Chimba, en noviembre de 1866.

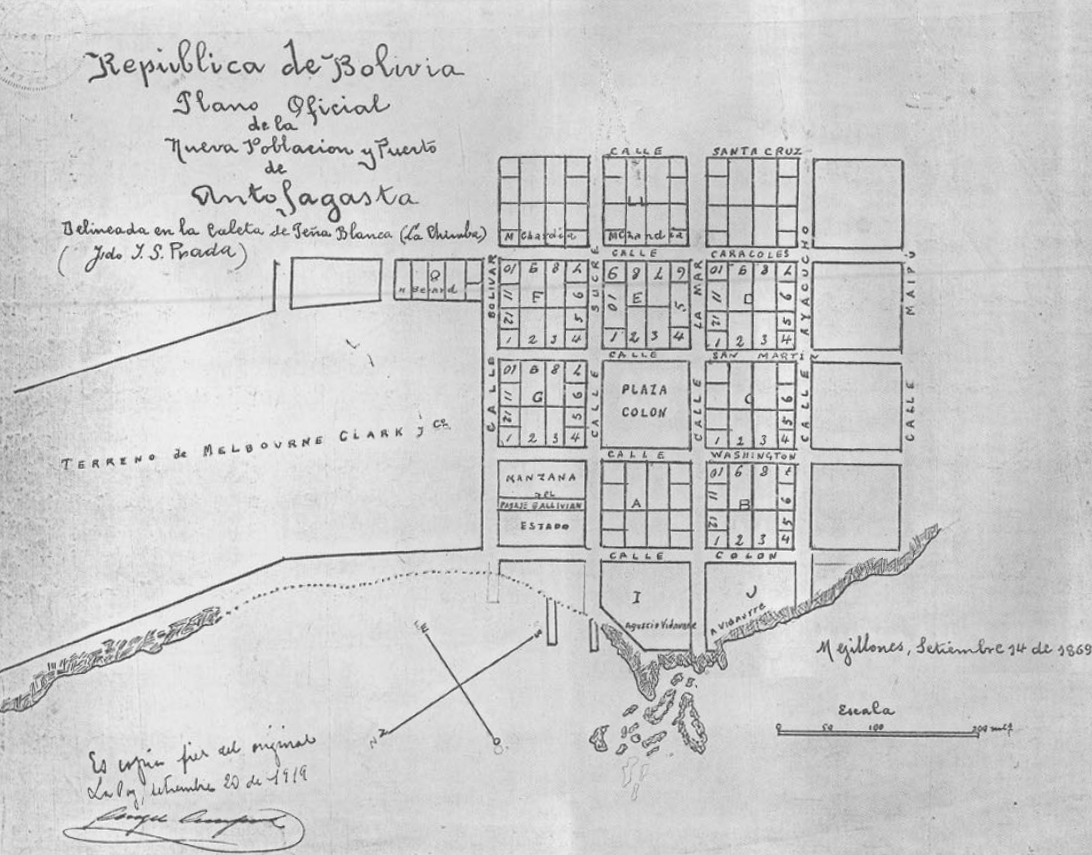
Plano oficial de la nueva población y puerto de Antofagasta, 1869.

Tras el terremoto de Iquique y Cobija del 13 de agosto de 1868, fue necesario reconocer legalmente a La Chimba como un poblado minero. El 27 de agosto de 1868, el Presidente de Bolivia Mariano Melgarejo encargó al prefecto del Departamento de Litoral, la fundación oficial de La Chimba, en el sector delimitado por los comisionados Hilario Ruíz y José Santos Prada. Así, el 22 de octubre de 1868 se fundó oficialmente la población y el puerto bajo el nombre de La Chimba, según consta en el acta de fundación. Posteriormente la ciudad fue renombrada como Antofagasta. El primer plano oficial de la población y puerto de Antofagasta fue diseñado por José Santos Prada, el 14 de septiembre de 1869. En este documento, se delimitó el terreno de la Compañía Melbourne Clark, además de 17 manzanas y una plaza principal.
El 8 de mayo de 1871, Antofagasta fue designada Puerto Mayor, abierto al comercio de todo el mundo.
El 25 de enero de 1872, tras una sesión dirigida por el Subprefecto del Departamento de Mejillones Manuel Buitrago, se fundó la Municipalidad de Antofagasta conforme a la ley boliviana de municipalidades, donde se conformó el Cuerpo de Agentes Municipales (posteriormente renombrada como Junta Municipal de Antofagasta), integrado por dos alemanes, un inglés y seis chilenos. Félix García Videla asumió como Presidente del Cuerpo de Agentes Municipales, el cual estaba compuesto por los munícipes Francisco Errázuriz, Emeterio Moreno, Salvador Reyes, Matías Rojas, Juan Vargas, Luis Lichenstein, Ernesto Wolchmar y Luis Foster. Además como medida ante el descontrol de la población, se conformó la Jefatura Policial que fue comandada por Domingo Machado, la cual se encargaba de regular al Cuerpo de Guardianes de la Guardia de Orden y Seguridad.
El 27 de noviembre de 1873, la Compañía de Salitres y Ferrocarril de Antofagasta firmó un acuerdo con el gobierno, que le autorizaba la explotación del mineral libre de derechos por 15 años, desde la bahía de Antofagasta hasta Salinas, incluyendo el Salar del Carmen.
En 1875, la Municipalidad de Antofagasta practicó un censo de población. Como resultado, se contabilizan 5.384 habitantes, de los cuales 4.530 eran chilenos y 419 eran bolivianos.
Con la reforma constitucional boliviana de 1878, promulgada bajo el gobierno del presidente Hilarión Daza, y aplicada sobre la Constitución Política del Estado de 1831, se volvió a la bicameralidad, figurando Franklin Alvarado como diputado por Mejillones y Antofagasta en la Asamblea Constituyente que la aprobó
Posteriormente, en la Constitución Política del Estado de 1880, promulgada bajo el gobierno del presidente Narciso Campero, figura Toribio Gutiérrez como diputado por Mejillones y Antofagasta en la Convención Nacional que la aprobó.

### La guerra del Pacífico
En 1874 Chile y Bolivia suscribieron un tratado de límites, en reemplazo de uno anterior, de 1866. Dentro de sus puntos estaba la obligación de no imponer nuevos tributos a las personas, industrias y capitales chilenos durante 25 años.

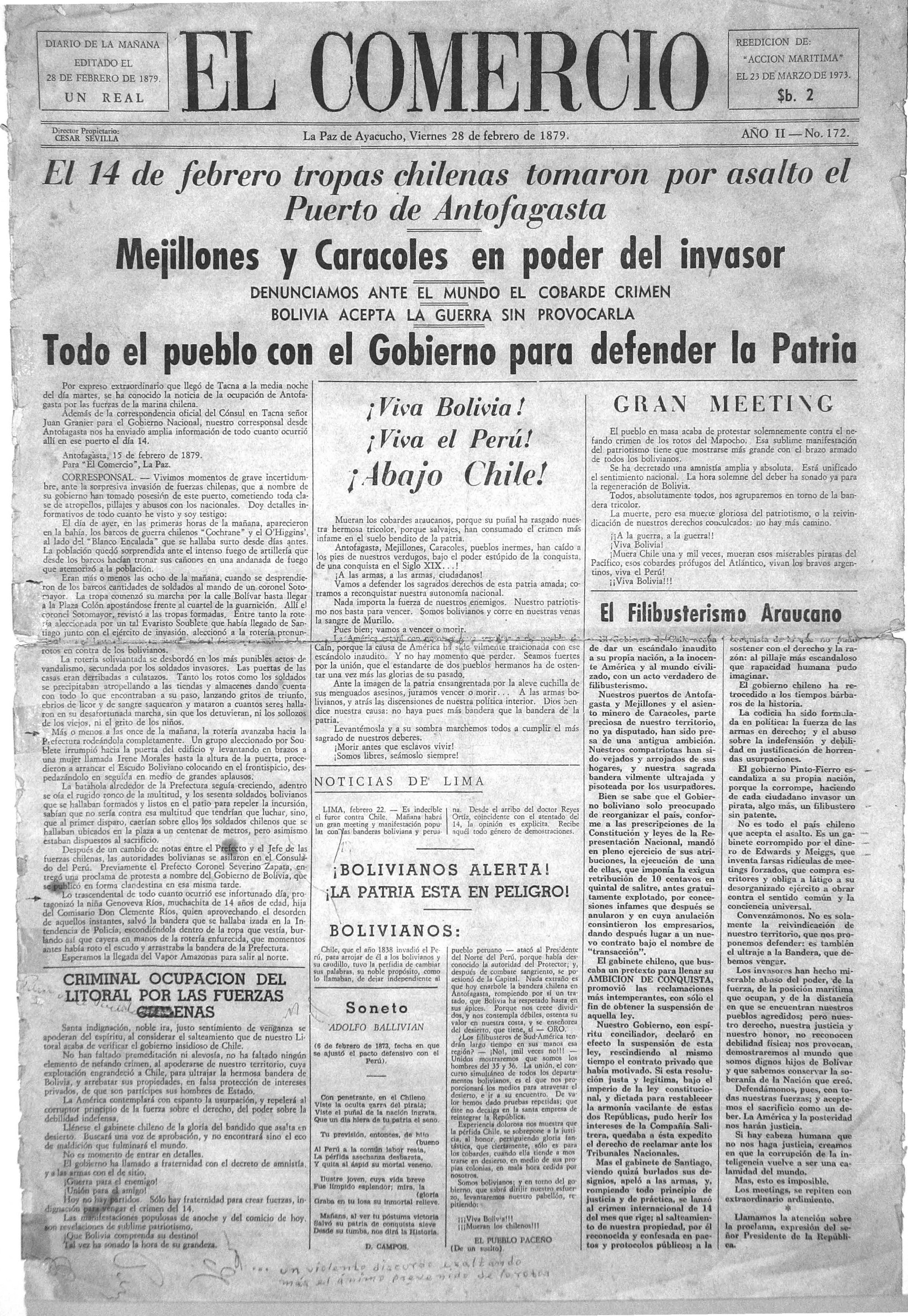
Titulares del periódico boliviano "El Comercio" de La Paz, 28 de febrero de 1879: "Criminal ocupación del Litoral por las fuerzas chilenas". La imagen misma es de una reedición hecha el 23 de marzo de 1973.

El 27 de noviembre de 1873, la Compañía de Salitres y Ferrocarril de Antofagasta firmó un contrato con el gobierno de Bolivia, que le autorizaba la explotación del mineral libre de derechos por 15 años. Este contrato no fue ratificado por el Congreso de Bolivia, que en ese entonces se encontraba analizando las negociaciones con Chile

Situación fronteriza de Bolivia, Chile y el Perú antes de la guerra del Pacífico.

La Asamblea Constituyente de Bolivia aprobó el contrato con la Compañía de Salitres si pagaba un impuesto de 10 centavos sobre quintal exportado. Esta decisión afectó los intereses de la Compañía de Salitres y Ferrocarriles de Antofagasta, puesto que consideraban contraria a los tratados celebrados entre Chile y Bolivia. Según la constitución boliviana, los acuerdos entre particulares y el gobierno debían ser aprobados por el Congreso Nacional de Bolivia. Según la interpretación chilena, la decisión de la asamblea se traducía en una violación al artículo IV del Tratado de 1874.
Los empresarios de la compañía chilena pidieron apoyo al gobierno, pues si bien el impuesto no era elevado para ellos, concluyeron que si se aceptaba el impuesto se crearía un precedente para la creación de otros impuestos e inclusive para la nacionalización del salitre, como lo hizo el Perú. Para Chile primaba el tratado de límites de 1874. Para Bolivia el contrato con la Compañía de Salitres no estaba aun vigente.
La Compañía del Salitre y Ferrocarril de Antofagasta se negó a pagar ya que consideraban que estaba fuera del convenio de 1874. Los dueños, chilenos y británicos influyeron en el presidente Aníbal Pinto para tomar acción ya que se estaría violando este acuerdo, pudiendo inclusive Bolivia desconocer el paralelo 24.
En 1878 el Asamblea Nacional Constituyente boliviana, en medio de una crisis económica, se avocó al estudio del acuerdo celebrado por el gobierno en 1873. Decidió ratificar el contrato si se pagaba un impuesto de 10 centavos sobre quintal exportado de territorio boliviano. Esta decisión que afectaba los intereses de la Compañía de Salitres y Ferrocarriles de Antofagasta, finalmente fue considerada por el gobierno chileno como una violación al artículo IV del tratado de 1874.
Chile amenazó con declarar nulos los tratados limítrofes de 1866 y 1874 si Bolivia aplicaba el impuesto. Por lo tanto, Chile advertía que reivindicaría para sí la zona entre los paralelos 23 y 24 que reclamaba antes del tratado como suyos y cuyos derechos habría cedido a Bolivia a condición de las cláusulas que se estarían violando.
Luego de que Hilarión Daza decretó la confiscación y remate de las instalaciones de la Compañía de Salitres y Ferrocarriles de Antofagasta si no se pagaba el impuesto creado (además de amenazar con el término de las demás concesiones), el gobierno chileno reaccionó haciendo zarpar al Blindado Blanco Encalada desde el puerto de Valparaíso, en diciembre de 1878. El gobierno boliviano interpretó como una provocación que el Blanco Encalada amaneciera en la rada de Antofagasta el 26 de diciembre del mismo año.
El 11 de enero de 1879, las autoridades bolivianas embargaron los bienes de la Compañía de Salitres y Ferrocarril de Antofagasta.
El gobierno boliviano suspendió el impuesto de 10 centavos, anuló el contrato con la Compañía de Salitres y Ferrocarril de Antofagasta, y decidió rematar la compañía para cobrar los impuestos impagos desde febrero de 1878, puesto que la compañía se negó a pagar el impuesto. El remate de la compañía se programó para el 14 de febrero de 1879. Este fue el fin del tratado de límites de 1874 para Chile. En respuesta, Chile decidió mantener fondeado al Blanco Encalada en el puerto de Antofagasta.
La mañana del 11 de febrero de 1879, el presidente chileno Aníbal Pinto en reunión junto a su gabinete, tomó la decisión de ir a la guerra. La recepción del telegrama enviado por el ministro plenipotenciario de Bolivia, con el mensaje Anulación de la ley de febrero, reivindicación de las salitreras de la compañía gatilló la decisión de Pinto, quién ordenó el envío del Blindado Almirante Cochrane y la Corbeta O'Higgins rumbo hacia Antofagasta, para hacer ocupación de dicho puerto junto al Blindado Blanco Encalada.

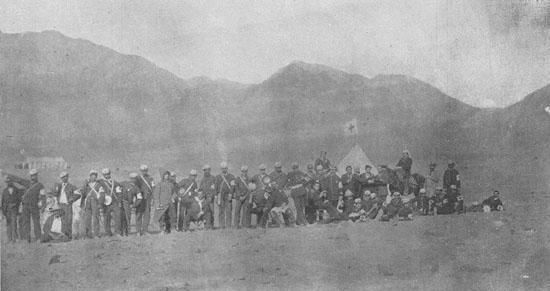
Campamento militar de Antofagasta durante la guerra del Pacífico.

Esta operación se llevó a cabo el 14 de febrero de 1879, cuando Antofagasta fue ocupada por Chile, a raíz del desembarco de tropas chilenas en Antofagasta a cargo del coronel Emilio Sotomayor. Este evento se traduce como la primera acción militar chilena del conflicto conocido como guerra del Pacífico, pues con la ocupación se dieron inicio a las operaciones militares de toda la guerra.
El 26 de mayo de 1879 se llevó a cabo el Primer combate naval de Antofagasta de parte del Monitor Huáscar, mientras las tropas chilenas rendían homenaje al capitán de corbeta Carlos Condell. El Segundo combate naval de Antofagasta se llevó a cabo tres días después.
Posteriormente se firmó el Pacto de tregua entre Bolivia y Chile de 1884, el cual establecía que el territorio comprendido entre el río Loa y el paralelo 23 quedaría bajo la administración de Chile, mientras que a Bolivia se le permitiría el acceso a los puertos de Arica y Antofagasta. Sin embargo, ambos tratados dejaron asuntos pendientes que fueron aclarados en dos tratados posteriores, el Tratado de Paz y Amistad entre Chile y Bolivia en 1904 y Tratado de Lima de 1929 con Perú.

## Época de la República de Chile

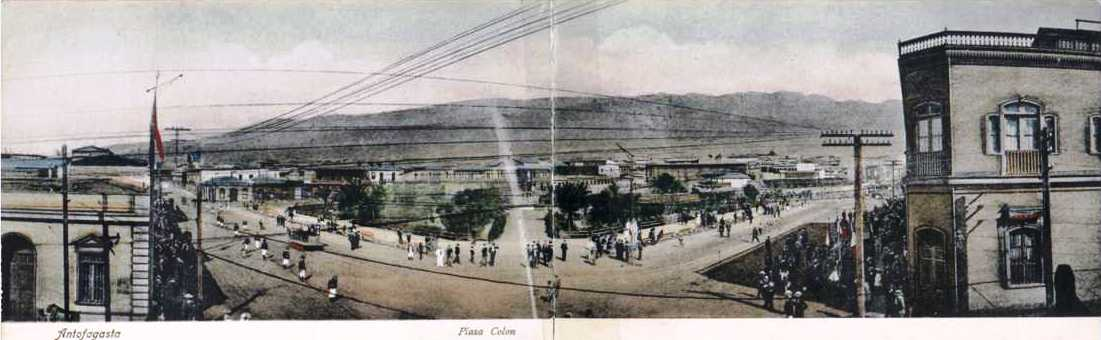
La Plaza Colón a inicios del.

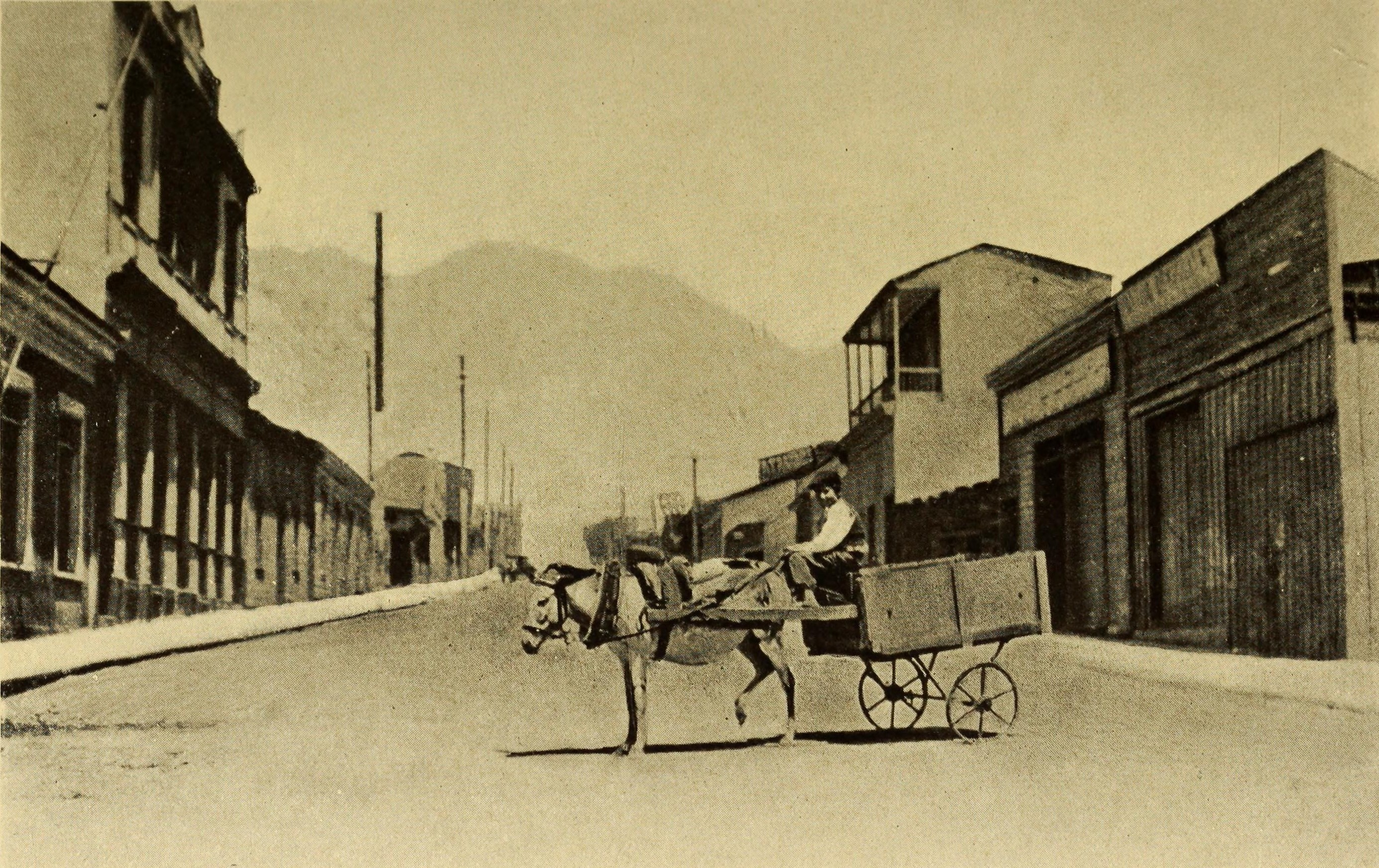
Una calle de Antofagasta ca. 1912.

En 1893 comenzó a operar el Ferrocarril Urbano de Antofagasta, sistema de tranvías a tracción animal —también denominados «carros de sangre»— que circuló hasta 1914 y fue uno de los primeros servicios de transporte público colectivo en la ciudad.
En 1902 se construyó un puerto de alternativa al colapsado puerto de Antofagasta, a aproximadamente 15 km, en lo que actualmente corresponde a Caleta Coloso.
El Tratado de Paz y Amistad entre Chile y Bolivia, suscrito el 20 de octubre de 1904 y promulgado el 21 de marzo de 1905, estableció a perpetuidad las fronteras entre Chile y Bolivia. El territorio de Antofagasta quedó definitivamente dentro de las fronteras chilenas pero a cambio Chile se comprometía a construir un ferrocarril que uniera las ciudades de Arica y La Paz, y se concedía a Bolivia el libre tránsito de comercio a través de territorio chileno. Con ello, Bolivia reconocía definitivamente la permanente soberanía chilena sobre el territorio previamente en disputa. Sin embargo, este tratado ha sido origen constante de tensiones diplomáticas entre ambos países durante el siglo XX y comienzos del siglo XXI, debido a que Bolivia perdió toda soberanía sobre el Océano Pacífico.
En 1905, la ciudad de Antofagasta comenzó la construcción de alcantarillados, debido a los focos existentes de peste bubónica y viruela. El mismo año se ordenó, de manera insatisfactoria, la clausura de locales públicos, con el fin de evitar la propagación de las enfermedades.
El 1 de febrero de 1906, el sindicato de trabajadores del Ferrocarril de Antofagasta a Bolivia exigió un reajuste de horario laboral, petición que fue rechazada. Por este motivo, el 6 de febrero entre más de 3000 trabajadores se levantaron en huelga, marchando en protesta hasta la Plaza Colón. El Ejército abrió fuego contra los protestantes, matando a 58 personas. El hecho se conoce como la Matanza de Plaza Colón.
En 1937, la Ilustre Municipalidad de Antofagasta hizo un llamado nacional a concurso, para la composición del Himno de Antofagasta. Antonio Rendic, médico y poeta, y Juan Bautista Quagliotto, músico, se adjudicaron el derecho a componer la letra y la música, respectivamente.
El 2 de febrero de 1948 el alcalde Juan de Dios Carmona propuso en una sesión abierta en el salón de la Municipalidad, la instauración del día 14 de febrero como el día de la celebración de Antofagasta, pese a no ser la fecha de fundación. Posteriormente, tras la aprobación popular, los regidores aprobaron la fecha.
El 12 de octubre de 1978 se inauguró la Torre Edmundo Pérez Zujovic, que fue el edificio más alto de Chile hasta 1980, cuando fue superada por la Torre Santa María.
El 22 de febrero de 1979 se seleccionó el escudo y el lema de la comuna de Antofagasta. El escudo fue diseñado por Osvaldo Ventura López. El lema «Gloria, patria y tesón es tu lema y es tu honor» fue escrito por Angela Arévalo.
El aluvión de Antofagasta, registrado el 18 de junio de 1991, arrasó con gran parte la ciudad, socavando terrenos, damnificando 2.464 viviendas y destruyendo 493 construcciones, todo esto ocasionando daños materiales que en la ocasión se calcularon en aproximadamente US$ 70.000.000. La catástrofe dejó un saldo de 92 muertos, 16 desaparecidos y aproximadamente 20 000 damnificados.
En las elecciones municipales efectuadas el 28 de junio de 1992, fue elegido como alcalde de la Ilustre Municipalidad de Antofagasta el representante del Partido Demócrata Cristiano, Pedro Araya, con 27.823 votos, equivalentes al 27,80% de los sufragios. Su elección le permitió ejercer el cargo durante cuatro años.
El 30 de julio de 1995 en la madrugada, la ciudad fue azotada por un terremoto de magnitud 8,0 en la escala de magnitud de momento, con una intensidad entre VII a VIII en la Escala de Mercalli. Pese a que el saldo fatal correspondió a tres muertos y cien heridos aproximadamente, los daños estructurales fueron leves para la magnitud del evento.
Gracias a 30.831 votos (correspondientes al 32,00% de los sufragios), Pedro Araya fue reelecto como alcalde de Antofagasta en las elecciones municipales del 27 de octubre de 1996.
El 12 de mayo de 1997, el Consejo Deliberante de la Ciudad de Salta declaró, por medio de la ordenanza N.° 7705, su hermandad con la comuna de Antofagasta.
Tras permanecer diecisiete días internado en el Hospital Clínico de la Pontificia Universidad Católica de Chile, el entonces alcalde en funciones, Pedro Araya, falleció la mañana del 24 de julio de 2003, víctima de una infección pulmonar.
Araya fue reemplazado por una serie de alcaldes subrogantes, hasta la elección del 5 de agosto de 2003 realizada por el Concejo Municipal. En la votación, Daniel Adaro fue nombrado alcalde durante los diecisiete meses restantes, gracias a seis de los siete votos realizados.
El 31 de octubre de 2004 se realizaron las elecciones municipales, en las cuales fue elegido como alcalde de Antofagasta el candidato independiente Daniel Adaro, con 56.946 votos, equivalentes al 59,08% de los sufragios. Su elección le permitió ejercer el cargo durante cuatro años.
En las elecciones municipales de 2008 fue elegida como alcaldesa por una amplia mayoría, y por un periodo de 4 años, la doctora Marcela Hernando, quien postuló como independiente. Lo anterior le permitió tener un apoyo transversal de la población antofagastina.
El crecimiento de esta costera ciudad del norte de Chile, es posible por su consolidación como centro económico, minero y cultural del océano Pacífico y por el comercio con Asia, las exportaciones de cobre y diversos minerales no metálicos entre otros. En el ámbito interno y de proyección de la ciudad y la región, el sostenido crecimiento también será posible en la medida que se industrialice la desalinización del agua de mar (hay una planta funcionando y una en proyecto) y la formación de Mejillones como centro industrial y puerto principal.
Su crecimiento físico mira hacia el norte y en donde en los últimos años se expandieron las construcciones de todo tipo.